# Karabinek Galil
Galil – izraelski karabinek automatyczny, zmodyfikowana odmiana karabinka Valmet M62. Pod względem konstrukcyjnym jest to głęboka modernizacja radzieckiego karabinka AK. Karabinek produkowany w wersjach kalibru 5,56 i 7,62 mm, z lufami o różnej długości. Poza Izraelem produkowany w Kolumbii i RPA. Poza Izraelem używany przez armie południowoamerykańskie i afrykańskie. W Europie Galil stanowi przepisową broń długą żołnierzy estońskich.

## Historia
Po wojnie sześciodniowej dowództwo Cahalu podjęło decyzję o modernizacji uzbrojenia strzeleckiego piechoty. Dotychczas używane karabiny FN FAL i pistolety maszynowe Uzi miały zostać zastąpione karabinem zasilanym amunicją pośrednią kalibru 5,56 × 45 mm. W następnych latach przeprowadzono serię testów, w których udział wzięły karabiny M16A1, NWM (Stoner 63), Uzi (skonstruowany przez Uziela Gala) i Galil (zmodyfikowany w Izraelu przez Jakowa Liora i Israela Galila fiński karabinek Valmet M62). Bronią kontrolną, z którą porównywano badane konstrukcje, był radziecki karabinek AK. W wyniku testów za konstrukcję najlepiej odpowiadającą armii izraelskiej uznano Galila. W 1972 roku Galil został oficjalnie przyjęty do uzbrojenia.
Pomimo odmiennego wyglądu zewnętrznego Galil posiada budowę wewnętrzną zbliżoną do radzieckiego AK. Zmiany dotyczą głównie wyglądu zewnętrznego i budowy mechanizmu spustowego i mają na celu polepszenie ergonomii broni. Finowie w karabinku Valmet M62 zmodyfikowali przyrządy celownicze, łoże i kolbę, oraz dodali tłumik płomieni. Jakow Lior i Israel Galil postanowili dodatkowo ułatwić obsługę broni. W tym celu po lewej stronie karabinka, na wysokości chwytu pistoletowego, dodano dodatkową dźwignię bezpiecznika-przełącznika rodzaju ognia. Stara dźwignia po prawej stronie karabinka została zachowana, ale w Galilu jej głównym zadaniem jest zasłanianie wycięcia komory zamkowej w której porusza się rękojeść zamkowa. Obsługę dodatkowo poprawić miała wygięta w górę rękojeść zamkowa, którą można obsługiwać dowolną ręka. Izraelczycy zdecydowali się także na zastosowanie kolby i chwytu pistoletowego o innym kształcie. Galila wyposażono także w inny tłumik płomieni i kolbę.
Duża liczba modyfikacji wprowadzonych w karabinku Valmet M62 była spowodowana dążeniem Izraelczyków do skonstruowania broni łączącej w sobie niezawodność AK z ergonomią M16. Długi proces dopracowywania nowej broni sprawił, że podczas wojny Jom Kipur piechota izraelska była nadal uzbrojona w karabiny FN FAL i pistolety maszynowe Uzi. Wybuch wojny spowodował gwałtowne przyspieszenie procesu wprowadzania nowej broni do uzbrojenia. Ponieważ okazało się, że Israel Military Industries nie jest w stanie szybko wyprodukować odpowiedniej ilości komór zamkowych, zostały one zakupione w zakładach Valmet. Z czasem problemy zostały pokonane i IMI rozpoczął masowe dostawy Galili, które zaczęły wypierać starsze typy broni strzeleckiej z uzbrojenia jednostek pierwszoliniowych.
Galil był dostarczany armii w trzech wersjach:
- Galil ARM – wyposażony w dwójnóg.
- Galil AR – bez dwójnogu, z lżejszą lufą. Wersja produkowana wyłącznie na eksport.
- Galil SAR – subkarabinek.

Po zaspokojeniu potrzeb armii izraelskiej IMI rozpoczęła eksport Galila. Broń okazała się dużym sukcesem eksportowym. Galile były kupowane głównie przez kraje, które nie mogły (z powodu embarga) lub nie chciały (z powodów politycznych) kupować broni w krajach NATO i Układu Warszawskiego. W RPA uruchomiono licencyjną produkcję zmodyfikowanych Galili (Vektor R4). Z uwagi na dużą popularność naboju 7,62 mm NATO opracowano odmianę Galila zasilaną ta amunicją.
Karabinki Galil stanowiły podstawowe uzbrojenie żołnierzy izraelskich podczas wojny libańskiej. Galil okazał się bronią równie niezawodną jak AK, ale po zakończeniu wojny pojawiły się pierwsze uwagi krytyczne. Uznano, że Galil ma zbyt dużą masę, a jego ergonomia w porównaniu z M16 jest nadal niezadowalająca. Galil był też bronią drogą, ponieważ jego komora zamkowa była wykonywana metodą frezowania. W rezultacie armia Izraela zaczęła ograniczać zakupy Galili, jednocześnie zwiększając zamówienia na amerykańskie karabiny Colt Assault Rifle (eksportowa wersja karabinu M16). Ostatecznym ciosem dla Galila było rozpoczęcie w 1990 roku dużych dostaw karabinów M16A2 w ramach amerykańskiej pomocy wojskowej. Zastąpiły one szybko Galile w jednostkach pierwszorzutowych, a z czasem zaczęły je wypierać także z jednostek drugiego rzutu i pomocniczych. Sytuację początkowo ratowały zamówienia eksportowe, ale i one zaczęły spadać. Sytuację próbowano ratować poprzez opracowywanie nowych wersji (karabin wyborowy Galat'z, subkarabinek Galil MAR, karabinek policyjny Magal), ale ostatecznie zdecydowano się opracować nowy karabinek. Stał się nim produkowany od 2000 roku TAR-21. Po tym roku produkcja Galili była ograniczana, a w 2006 roku licencja na Galile wraz z oprzyrządowaniem produkcyjnym została sprzedana kolumbijskiej firmie Indumil, która jest obecnie jedynym producentem tej broni.

## Opis
Galil jest bronią samoczynno-samopowtarzalną. Zasada działania oparta na odprowadzaniu części gazów prochowych przez boczny otwór lufy, z długim ruchem tłoka gazowego. Galil strzela z zamka zamkniętego. Zamek ryglowany przez obrót. Mechanizm uderzeniowy kurkowy, mechanizm spustowy z przełącznikiem rodzaju ognia. Dźwignia przełącznika rodzaju ognia pełni jednocześnie rolę bezpiecznika.
Galil jest bronią zasilaną z magazynków 35 nabojowych (wersje 5,56 mm),lub 25 nabojowych (wersje 7,62 mm).
Lufa zakończona tłumikiem płomieni.
Galil wyposażony jest w łoże i chwyt pistoletowy. Kolba składana na bok broni. Przyrządy celownicze mechaniczne (celownik przerzutowy z przeziernikiem, nastawy 0–300 i 300–500 m).

## Dane taktyczno-techniczne
| Wersja                                   | MAR          | SAR          | AR           | ARM          | SAR               | AR                | ARM               |
| ---------------------------------------- | ------------ | ------------ | ------------ | ------------ | ----------------- | ----------------- | ----------------- |
| Nabój                                    | 5,56 × 45 mm | 5,56 × 45 mm | 5,56 × 45 mm | 5,56 × 45 mm | 7,62 × 51 mm NATO | 7,62 × 51 mm NATO | 7,62 × 51 mm NATO |
| Masa (kg)                                | 2,95         | 3,65         | 3,90         | 4,3          | 3,75              | 3,95              | 4,35              |
| Długość (mm)                             | 690/445      | 840/614      | 979/742      | 979/742      | 915/685           | 1050/820          | 1050/820          |
| Długość lufy (mm)                        | 195          | 332          | 460          | 460          | 400               | 533               | 533               |
| Długość linii celowniczej (mm)           | ??           | ??           | ??           | ??           | 445               | 475               | 475               |
| Prędkość początkowa (m/s)                | ??           | 920          | 980          | 980          | 800               | 850               | 850               |
| Szybkostrzelność teoretyczna (strz./min) | 600–750      | 650          | 650          | 650          | 650               | 650               | 650               |
| Zasięg skuteczny (m)                     | 150–200      | 300          | 450          | 500–600      | ??                | 600               | ??                |
| Pojemność magazynka                      | 35           | 35           | 35           | 35, 50       | 25                | 25                | 25                |